# 세이마-투르비노 현상
세이마-투르비노 현상(Seima-Turbino phenomenon) 또는 세이마-투르비노 문화는 시베리아와 중앙아시아를 중심으로 발견되는 유사한 청동기 유물 매장지의 패턴이다. 이 현상은 어쩌면 페노스칸디아에서 몽골, 만주, 러시아 극동, 한반도, 일본까지 퍼져 있었을 가능성이 있다. 문화의 원산지는 알타이 산맥으로 간주된다. 문화들의 공통적 기원, 진보된 야금술의 존재, 불가사의하던 빠른 인구 이동 등이 이 발견을 통해 설명된다. 매장된 사람들은 말이나 바퀴 두 개가 달린 수레를 타고 이동하는 유목 전사나 금속공이었다고 추정된다.
Anthony(2007)는 세이마-루트비노의 연대를 기원전 1900년보다 나중에 시작된 것으로 비정했다. Childebayeva(2017)와 Marchenko(2017)는 세이마-투르비노 복합체의 연대를 약 기원전 2200년 ~ 기원전 1900년으로 비정하고 있다.
명칭은 오카강과 볼가강의 합류점 근처의 세이마 매장지(1914년 발굴)와 페름의 투르비노 매장지(1924년 발굴)에서 유래했다.

## 특징
세이마-투르비노의 무기에는 알타이 산맥 지역(몽골 중부, 시베리아 남부)에서 유래한 주석 청동 광물이 포함되어 있으며, 추가적인 발굴에 따라 그 원산지 후보는 알타이 남동부와 신장으로 더 좁혀지고 있다. 이 지역들은 세이마-투르비노 문화의 기원으로 판단되고 있다.
원래 유라시아 스텝 지역에는 주석 광석이 부족했기 때문에 야금술은 처음에는 구리나 "비소 청동"(다소 비소가 함량된 구리로, 경화 효과가 있다)을 기반으로 했다. 그러다 알타이-사얀 지역에서 세이마-투르비노 문화가 일어나면서 주석 청동(구리와 주석의 합금)이 사용되기 시작했다. 이는 처음에는 단조를 통해 사용되다가 점차 주조 기술을 통해 사용되면서 청동기 시대의 진정한 시작을 알렸다.
발견되는 청동기는 납형 주조(lost-wax casting) 등 당시로서 진보된 기술이 사용되었으며, 설계에 있어 고도의 예술적 공들임이 돋보인다. 칼자루의 모양으로는 말 모양이 가장 흔했다. 갈고리가 달린 창촉, 단날검, 기하학적 모양이 있는 구멍 달린 도끼 등의 무기가 신장 지역으로부터 서쪽과 동쪽으로 전파되었다.

## 확산
관련 문화는 금속가공 기술을 가진 삼림이나 스텝 지역의 유목 사회로 대표되며, 이 시점에 아직 농업도 개발하지 못한 경우도 포함된다. 이러한 야금술의 발전은 매우 급격하게 이루어진 것으로 보인다.
세이마-투르비노 현상은 고대 중국에 전래된 야금술의 기원일 수 있다. 일부 학자들은 상나라(기원전 1600년경 ~ 기원전 1046년경)의 사료에 기록된 귀방(鬼方)이라는 북방 민족의 정체가 세이마-투르비노 문화권일 가능성을 제기하였다. 상나라의 수도이던 안양에서 발굴된 은허 유적과 부호(婦好, 기원전 1200년경 사망)의 묘에서 발굴된 상나라 유물 중에는 한 측면에 갈고리가 있는 구멍 달린 창촉, 옥 조각품, 사슴머리 모양의 자루가 달린 칼 등 세이마-투르비노 문화의 유물과 비슷한 것들이 존재한다. 이는 중국의 청동 야금술이 유라시아 스텝 문화에서 유래했음을 시사한다.
기원전 2천년경 이 지역의 기후 변화와 그에 따른 생태적, 경제적, 정치적 변화로 인해 서쪽으로는 동북 유럽까지, 동쪽으로는 한국, 남쪽으로는 동남아시아까지 급격하고 규모가 큰 이주가 촉발되었을 것이라는 추측이 있다. 이러한 이주는 불과 5~6세대 만에 이루어졌을 것으로 추정되며, 서쪽 끝과 동쪽 끝의 이주민들은 모두 동일한 수준의 야금술을 사용했고 일부 지역에서는 말 사육과 기마술도 행하였을 것으로 추정된다. 그러나 최근 대부분의 동남아시아 선사시대 연구자들은 동남아시아의 청동기 시대가 세이마-투르비노 문화와 연관짓기에는 너무 늦게 발생했으며 주조된 청동기도 상당히 다르다는 데 동의한다.

## 고고유전학
세이마-투르비노 문화의 분포는 부계 하플로그룹 N-M231(N3a3'6)의 범위 및 "신시베리아인" 혈통의 서쪽 확산과 상관관계를 보이는 것으로 추정되는데, 두 유전학적 특징 모두 우랄계 언어를 사용하는 응가나산족에서 가장 높게 나타난다. 세이마-투르비노 물질 문화와 "신시베리아인" 혈통은 현재로부터 4.2~3.7천년 이전(kya)에 유라시아 서부(즉 북동유럽)에 도달했다고 제안되며, 이는 우랄어족의 가설적인 도래 시기와 일치한다. 그러나 한 연구에서는 "신시베리아인" 조상이 북동유럽으로 처음 유입된 것은 7,500년 전에 이미 일어난 일이라고 주장했다.

## 같이 보기
- 안드로노보 문화
- 신타슈타 문화
- 카라수크 문화
- 크로토프 문화

## 참고 문헌
- Anthony, David W. (2007). 《The Horse, the Wheel, and Language: How Bronze-Age riders from the Eurasian steppes shaped the modern world》.
- Marchenko, Z.V.; Svyatko, S.V.; Molodin, V.I.; Grishin, A.E.; Rykun, M.P. (Oct 2017). “Radiocarbon chronology of complexes with Seima-Turbino type objects (Bronze Age) in southwestern Siberia” (PDF). 《Radiocarbon》 59 (5): 1381–1397. Bibcode:2017Radcb..59.1381M. doi:10.1017/RDC.2017.24. S2CID 133742189 – pureadmin.qub.ac.uk 경유.
- Chernykh, Evgenil Nikolaevich (1992). 《Ancient Metallurgy in the USSR: The Early Metal Age》. New Studies in Archaeology. 번역 Wright, Sarah. Cambridge, UK: Cambridge University Press. ISBN 9780-521-25257-7.